# Walter Breuning
Walter Breuning, född 21 september 1896 i Melrose i Minnesota, död 14 april 2011 i Great Falls i Montana, var en amerikansk man som var världens verifierat äldste levande man från britten Henry Allinghams död 18 juli 2009 till sin död då japanen Jiroemon Kimura blev den äldsta levande mannen. Breuning och Kimura var de två sista levande männen födda under 1800-talet.

## Biografi
Walter Breuning föddes i Melrose i Minnesota. Under i princip hela sitt yrkesverksamma liv arbetade han vid järnvägen, från 17 års ålder och över 50 år framåt. Under första världskriget anmälde han sig för tjänstgöring, men blev aldrig inkallad. Han gifte sig 1922. Äktenskapet varade till hustruns Agnes död 1957. De fick inga barn och Breuning gifte aldrig om sig.   
Han bodde de sista 30 åren på äldreboendet "The Rainbow" i Great Falls. Breuning hade utmärkt hälsa trots sitt livslånga cigarrökande. Han slutade dock helt röka vid 103 års ålder. Han kunde fortfarande gå (med rullator och för längre sträckor använde han en scooter), åt två mål mat om dagen och klädde sig alltid i kostym och slips. Minnet var klart. Till exempel mindes han när han som treåring lyssnade på sin farfars minnen från amerikanska inbördeskriget och även den dagen i september 1901 när president William McKinley blev skjuten - det var samma dag han gick till frisören första gången. Han behövde inga receptbelagda mediciner, men tog en liten tablett aspirin varje dag. Som 111-åring fick han sin första hörapparat. Breuning sade på sin 112-årsdag att hemligheten med ett långt liv är att vara aktiv: "om du håller både ditt sinne och din kropp aktiva, kommer du att hänga med riktigt länge." Breuning avled den 14 april 2011, 114 år och 205 dagar gammal.